# Art libre
La dénomination art libre regroupe tout art distribué au public le plus large possible sans coût direct, ce qui inclut les spectacles de rue, les graffiti, l'art distribué par Internet, etc.
De manière plus restreinte et par analogie au logiciel libre, l’art libre peut également décrire les œuvres d’art et la culture disponible  sans restriction liées au copyright. Dans ce cas, le public peut non seulement accéder à l’art mais également se l’approprie pour le modifier, l’intégrer à d’autres œuvres et/ou le redistribuer à sa convenance.

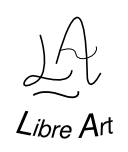

## Débuts
La notion d'Art Libre est indirectement issue de la naissance du logiciel libre en 1984. Quelques années plus tard, les responsables du langage de programmation Perl (créé en 1987) inaugurent la Artistic License (licence artistique).
En 1998, un Français, Mirko Vidovic, échange quelques mails avec Richard Stallman au sujet de l'idée qu'il aurait d'une licence permettant de protéger des créations artistiques sans en lier le créateur à une société quelconque. C'est après moult corrections que, dès l'an 2000, ils conviendront de la possibilité d'utiliser la Licence GNU GPL telle quelle. Appliquant immédiatement ce concept, Mirko Vidovic ouvre deux sites, GNUArt.org et GNUArt.net, au public. GNUArt.net, la galerie, étant un espace de stockage offert aux créateurs incapables de publier leurs créations eux-mêmes.
Puis, au début du XXIe siècle, le professeur d'université Lawrence Lessig fonde l'organisation Creative Commons qui a élaboré différentes licences d'utilisation et de distribution d'œuvres. Au même moment en Europe, ce sont Isabelle Vodjdani, Antoine Moreau, Mélanie Clément-Fontaine, David Geraud ainsi que quelques personnes issues des milieux artistique et informatique qui donnent naissance à la licence Art Libre, qui applique le principe du Copyleft, initialement affirmé dans le domaine du logiciel libre, à la création artistique.

## Bande dessinée libre
La Bande Dessinée Libre est produite par des auteurs de bande dessinée prônant l'art libre.

### Premières créations
En Amérique du Nord, Richard Stallman écrit des scénarios de Bande Dessinée Libre depuis 2002. Chaque œuvre est accompagnée de la mention « Verbatim copying and distribution are permitted without royalty in any medium provided this notice and the copyright notice are preserved ».
En France, l'Association pour la Promotion de la Bande Dessinée Libre voit le jour en octobre 2004, avec l'apparition du héros Gonzolero (par Hubert Lombard) bientôt suivi de Supergland, sans doute le premier super-héros copyleft au monde (par Tanguy Desailly). La licence Art Libre est choisie, complétée en 2006 par la licence Creative Commons cc-by-sa, avec laquelle elle est compatible depuis la version 1.3, point numéro 5 : Compatibilité.
En Suisse, une équipe de webmasters et graphistes, Diogene.ch, lancent eux aussi un mouvement de BD alternative. Créé en 1999, ce site propose de la BD libre depuis 2000 (sous le label "no copyright"). En fait, la BD libre existe depuis les années 1980, avec la diffusion de fanzine gratuit ou à prix libre. Le site diogene.ch a donc commencer par numériser quelques fanzines, avant de développer plus sérieusement de la BD libre contemporaine dès l'apparition de la licence "Creative Commons" traduite en français (dès octobre 2004). Plusieurs centaines de pages de BD libre sont déjà téléchargeables gratuitement sur leur site.
À noter, l'existence d'un personnage totalement open source sur le net, Jenny Everywhere (en).

## Cinéma
Le Bal des Innocents est un film expérimental sorti en 2006 de Joseph Paris (sous licence CC by-nc-nd 2.0).

### Animation
En 2005, une équipe de passionnés décide de créer un film d’animation 3D avec le logiciel libre Blender. Elephants Dream est un court métrage en images de synthèse réalisé dans le cadre du projet Orange (Orange Movie Project). Le film ainsi que l’ensemble des fichiers source et matériaux ayant servi à sa réalisation sont disponibles sous licence Creative Commons.
En 2008, l’équipe de Blender réalise un second court métrage intitulé Big Buck Bunny. C’est l’histoire d’un gros lapin contraint de jouer les justiciers dans une nature sauvage mais cruelle : il va venir à bout de trois rongeurs, Frank, Rinky et Gamera, tueurs de papillons. Ce film est lui aussi placé sous licence Creative Commons.
En 2010, la Fondation Blender met en ligne, toujours sous licence Creative Commons, un troisième court métrage libre, Sintel. Une jeune femme solitaire, Sintel, secourt Scales, un petit dragon. Lorsque celui-ci se fait enlever par un dragon adulte, l'héroïne décide de se lancer dans une quête dangereuse pour le retrouver.

## Littérature
InLibroVeritas est un site d'édition où les auteurs peuvent venir écrire en ligne leurs œuvres
littéraires, et où les lecteurs peuvent lire en ligne l'ensemble des œuvres librement et gratuitement.

### Roman libre
Un roman libre est à la littérature ce qu'est un logiciel libre à l'informatique.
Le mouvement Creative Commons propose des contrats-type d’offre de mise à disposition d’œuvres en ligne. Parmi lesquels, des licences spécifiques à la littérature.
Autonomy Project et Le Cycle des NoéNautes de Pouhiou, édité par Framasoft (collection Framabook), sont des exemples de romans libres.
Inspiré par le roman libre Printeurs de Ploum, les éditions PVH décident de libérer leur collection Ludomire, tout d’abord en publiant des livrets permettant à chacun d’imprimer les livres puis en passant l’entièreté de la collection sous licence Creative Commons By-SA. Les livres publiés avant le changement de licence sont également libérés après signature d’un contrat spécifique par les auteurs concernés.

## Musique
Libre music en Commons
Le premier artiste qui a explicitement publié des œuvres musicales sous une Licence libre est Tompox, un projet alternatif proposant de la musique parodique en français. Il s'agit par ailleurs du premier musicien dont les œuvres ont été mises à disposition sur la galerie GNUArt.
D'autres artistes vinrent rapidement le rejoindre comme Doc Starrduck, certains, en fin de carrière ayant opté pour cette licence pour ne pas voir leurs musiques sombrer dans l'oubli. C'est le cas du groupe lyonnais Garlic Frog Diet, par exemple.
Un autre artiste, CJM, membre de la SACEM s'est vu dans l'obligation de renoncer à la republication sous Licence GNU GPL de son travail, la charte de la SACEM s'étendant à l'intégralité des œuvres de ses membres.
Le projet Open Goldberg Variations, consistant à enregistrer et écrire la partition musicale des Variations Goldberg de Johann Sebastian Bach, a fait quant à lui le choix de placer directement la musique dans domaine public à l'aide de la (licence CC0).